# 2020-as magyar úszóbajnokság
A 2020-as magyar úszóbajnokságot, amely a 122. magyar bajnokság, teljes nevén CXXII. Országos Bajnokság Széchy Tamás emlékére, 2020. december 8 és 12. között rendezték meg Kaposváron.

## Előzmények
A versenyt eredetileg március 24 és 28. között a Duna Arénában rendezték volna. 2020. március 16-án Magyar Úszó Szövetség elnöksége az edzőbizottsággal egyetértésben a koronavírus-járvány miatt elhalasztotta az országos bajnokságot. Júniusban a szövetség bejelentette, hogy a verseny új időpontja decemberben lesz.
A versenyen a koronavírus-járvány miatt az úszók és a hivatalos személyek létszáma nem haladhatta meg az 500 főt. Az edzők száma egyesületenként az indított versenyzők számától függően korlátozva volt. Külföldi csapatok nem indulhattak. Ünnepélyes eredményhirdetést nem tartottak.

## Eredmények

### Férfiak
| Versenyszám                                | Arany                                                                     | Arany    | Ezüst                                                                       | Ezüst    | Bronz                                                                     | Bronz    |
| ------------------------------------------ | ------------------------------------------------------------------------- | -------- | --------------------------------------------------------------------------- | -------- | ------------------------------------------------------------------------- | -------- |
| 50 m gyorsúszás Döntő: december 9.         | Lobanovszkij Maxim Győri US                                               | 21,84    | Németh Nándor BVSC                                                          | 22,36    | Szabó Szebasztián Győri US                                                | 22,39    |
| 100 m gyorsúszás Döntő: december 11.       | Németh Nándor BVSC-Zugló                                                  | 48,67    | Milák Kristóf Bp. Honvéd                                                    | 49,20    | Szabó Szebasztián Győri US                                                | 49,70    |
| 200 m gyorsúszás Döntő: december 12.       | Milák Kristóf Bp. Honvéd                                                  | 1:46,68  | Németh Nándor BVSC-Zugló                                                    | 1:47,40  | Zombori Gábor Budafóka XXII. SE                                           | 1:48,60  |
| 400 m gyorsúszás Döntő: december 10.       | Holló Balázs Egri UK                                                      | 3:49,44  | Zombori Gábor Budafóka XXII. SE                                             | 3:49,52  | Rasovszky Kristóf Balaton ÚK Veszprém                                     | 3:50,99  |
| 800 m gyorsúszás Döntő: december 12.       | Kalmár Ákos Balaton ÚK Veszprém                                           | 7:58,05  | Gyurta Gergely Újpesti TE                                                   | 8:05,99  | Rasovszky Kristóf Balaton ÚK Veszprém                                     | 8:15,09  |
| 1500 m gyorsúszás Döntő: december 9.       | Gyurta Gergely Újpesti TE                                                 | 15:08,50 | Kalmár Ákos Balaton ÚK Veszprém                                             | 15:08,63 | Rasovszky Kristóf Balaton ÚK Veszprém                                     | 15:16,25 |
| 50 m hátúszás Döntő: december 12.          | Bohus Richárd BVSC-Zugló                                                  | 25,05    | Szentes Bence Győri US                                                      | 25,12    | Jászó Ádám Pécsi SN                                                       | 25,63    |
| 100 m hátúszás Döntő: december 9.          | Telegdy Ádám Kőbánya SC                                                   | 54,30    | Kovács Benedek BVSC-Zugló                                                   | 54,57    | Jászó Ádám Pécsi SN                                                       | 54,81    |
| 200 m hátúszás Döntő: december 11.         | Telegdy Ádám Kőbánya SC                                                   | 1:56,82  | Földházi Dávid Győri US                                                     | 1:59,94  | Kovács Benedek BVSC-Zugló                                                 | 2:00,65  |
| 50 m mellúszás Döntő: december 12.         | Szilágyi Csaba HSÚVC Hódmezővásárhely                                     | 27,15    | Valentin Bayer A Jövő SC                                                    | 27,76    | Christopher Rothbauer A Jövő SC                                           | 28,14    |
| 100 m mellúszás Döntő: december 9.         | Szilágyi Csaba HSÚVC Hódmezővásárhely                                     | 59,99    | Valentin Bayer A Jövő SC                                                    | 1:00,41  | Christopher Rothbauer A Jövő SC                                           | 1:00,47  |
| 200 m mellúszás Döntő: december 11.        | Christopher Rothbauer A Jövő SC                                           | 2:12,12  | Horváth Dávid Kőbánya SC                                                    | 2:13,16  | Okos Ákos Vasas SC                                                        | 2:15,11  |
| 50 m pillangóúszás Döntő: december 10.     | Szabó Szebasztián Győri US                                                | 23,19    | Milák Kristóf Bp. Honvéd                                                    | 23,61    | Holoda Péter Debreceni Sportcentrum                                       | 24,00    |
| 100 m pillangóúszás Döntő: december 12.    | Milák Kristóf Bp. Honvéd                                                  | 51,07    | Szabó Szebasztián Győri US                                                  | 51,95    | Kós Hubert Újpesti TE                                                     | 52,70    |
| 200 m pillangóúszás Döntő: december 9.     | Kenderesi Tamás Pécsi SN                                                  | 1:54,64  | Milák Kristóf Bp. Honvéd                                                    | 1:54,98  | Verrasztó Dávid Ferencvárosi TC                                           | 1:58,43  |
| 200 m vegyes úszás Döntő: december 10.     | Kós Hubert Újpesti TE                                                     | 1:59,01  | Sós Dániel Vasas SC                                                         | 2:01,48  | Berecz Balázs Kőbánya SC                                                  | 2:05,08  |
| 400 m vegyes úszás Döntő: december 11.     | Verrasztó Dávid Ferencvárosi TC                                           | 4:15,71  | Gyurta Gergely Újpesti TE                                                   | 4:18,04  | Sós Dániel Vasas SC                                                       | 4:18,22  |
| 4 × 100 m gyorsváltó Döntő: december 11.   | Győri ÚS Gyárfás Bence Balog Gábor Lobanovszkij Maxim Szabó Szebasztián   | 3:20,83  | BVSC-Zugló Bohus Richárd Németh Nándor Sződi Zsolt Kovács Benedek           | 3:21,50  | HSÚVC Hódmezővásárhely Ivan Lenđer Stefan Šorak Emil Perkkiö Uroš Nikolić | 3:29,38  |
| 4 × 200 m gyorsváltó Döntő: december 10.   | BVSC-Zugló Németh Nándor Povarnitsyn Alexandr Csicsáky Péter Bernek Péter | 7:35,66  | Budafóka XXII. SE Zombori Gábor Pertich Zsombor Győri Mikes Márton Richárd  | 7:44,57  | Darnyi Tamás SC Novoszáth Tamás Nagy Dániel Bukovics Milán Huszti Dávid   | 7:48,23  |
| 4 × 100 m vegyes váltó Döntő: december 12. | BVSC-Zugló Bohus Richárd Takács Tamás Csicsáky Péter Németh Nándor        | 3:41,34  | HSÚVC Hódmezővásárhely Stefan Šorak Szilágyi Csaba Ivan Lenđer Uroš Nikolić | 3:42,04  | Kőbánya SC Telegdy Ádám Berecz Balázs Mizsei Márk Horváth Dávid           | 3:45,95  |

### Nők
| Versenyszám                                | Arany                                                                                   | Arany    | Ezüst                                                                 | Ezüst    | Bronz                                                                     | Bronz    |
| ------------------------------------------ | --------------------------------------------------------------------------------------- | -------- | --------------------------------------------------------------------- | -------- | ------------------------------------------------------------------------- | -------- |
| 50 m gyorsúszás Döntő: december 9.         | Nina Gangl A Jövő SC                                                                    | 25,59    | Senánszky Petra Debreceni Sportcentrum SI                             | 25,68    | Gyurinovics Fanni Vasas SC                                                | 25,82    |
| 100 m gyorsúszás Döntő: december 11.       | Gyurinovics Fanni Vasas SC                                                              | 55,45    | Verrasztó Evelyn Ferencvárosi TC                                      | 55,64    | Késely Ajna Kőbánya SC                                                    | 56,59    |
| 200 m gyorsúszás Döntő: december 12.       | Késely Ajna Kőbánya SC                                                                  | 2:00,13  | Veres Laura Gyulai Várfürdő                                           | 2:01,11  | Fábián Fanni Szegedi UE                                                   | 2:03,50  |
| 400 m gyorsúszás Döntő: december 10.       | Késely Ajna Kőbánya SC                                                                  | 4:13,11  | Fábián Bettina Szegedi UE                                             | 4:16,25  | Vas Luca Szegedi UE                                                       | 4:16,88  |
| 800 m gyorsúszás Döntő: december 9.        | Késely Ajna Kőbánya SC                                                                  | 8:37,45  | Mihályvári-Farkas Viktória Ferencvárosi TC                            | 8:41,73  | Vas Luca Szegedi Úszó Egylet                                              | 8:48,82  |
| 1500 m gyorsúszás Döntő: december 12.      | Késely Ajna Kőbánya SC                                                                  | 16:34,43 | Mihályvári-Farkas Viktória Ferencvárosi TC                            | 16:39,30 | Csulák Lia Érdi US                                                        | 16:50,21 |
| 50 m hátúszás Döntő: december 12.          | Burián Katalin BVSC-Zugló                                                               | 28,89    | Szilágyi Gerda Stamina TK                                             | 28,99    | Ilyés Laura Vanda MTK                                                     | 29,40    |
| 100 m hátúszás Döntő: december 9.          | Szilágyi Gerda Stamina TK                                                               | 1:01,09  | Burián Katalin BVSC-Zugló                                             | 1:01,13  | Ilyés Laura Vanda MTK                                                     | 1:02,58  |
| 200 m hátúszás Döntő: december 11.         | Burián Katalin BVSC-Zugló                                                               | 2:08,92  | Szilágyi Gerda Stamina TK                                             | 2:10,73  | Szabó-Feltóthy Eszter Vasas SC                                            | 2:11,38  |
| 50 m mellúszás Döntő: december 12.         | Sztankovics Anna Miskolci VSI                                                           | 31,65    | Halmai Petra Kaposvári SI                                             | 31,82    | Sebestyén Dalma Győri US                                                  | 31,93    |
| 100 m mellúszás Döntő: december 9.         | Halmai Petra Kaposvári SI                                                               | 1:08,02  | Sebestyén Dalma Győri US                                              | 1:08,73  | Szurovcsák Ivett Nyíregyházi Sportcentrum                                 | 1:09,68  |
| 200 m mellúszás Döntő: december 11.        | Békési Eszter Egri UK                                                                   | 2:28,31  | Halmai Petra Kaposvári SI                                             | 2:28,65  | Mácsok Fruzsina Gyulai Várfürdő                                           | 2:35,43  |
| 50 m pillangóúszás Döntő: december 10.     | Ollé Mónika Stamina TK                                                                  | 26,89    | Varga Dominika Délzalai Vízmű SE                                      | 27,09    | Verrasztó Evelyn Ferencvárosi TC                                          | 27,31    |
| 100 m pillangóúszás Döntő: december 12.    | Sebestyén Dalma Győri US                                                                | 1:00,19  | Verrasztó Evelyn Ferencvárosi TC                                      | 1:00,20  | Szokol Szonja Ferencvárosi TC                                             | 1:00,67  |
| 200 m pillangóúszás Döntő: december 9.     | Jakabos Zsuzsanna Győri US                                                              | 2:10,06  | Késely Ajna Kőbánya SC                                                | 2:10,96  | Hatházi Dóra Nyíregyházi Sportcentrum                                     | 2:11,43  |
| 200 m vegyes úszás Döntő: december 10.     | Sebestyén Dalma Győri US                                                                | 2:13,22  | Jakabos Zsuzsanna Győri US                                            | 2:13,89  | Ugrai Panna HÓD Úszó SE                                                   | 2:18,19  |
| 400 m vegyes úszás Döntő: december 11.     | Kapás Boglárka Újpesti TE                                                               | 4:42,06  | Mihályvári-Farkas Viktória Ferencvárosi TC                            | 4:43,15  | Csulák Lia Érdi ÚS                                                        | 4:49,78  |
| 4 × 100 m gyorsváltó Döntő: december 11.   | Szegedi ÚE Pádár Nikolett Fábián Fanni Fábián Bettina Vas Luca                          | 3:48,14  | Győri ÚS Pózvai Kiara Safrankó Sára Sebestyén Dalma Jakabos Zsuzsanna | 3:48,95  | Vasas SC Gyurinovics Lili Galamb Szimonetta Molnár Nóra Gyurinovics Fanni | 3:49,47  |
| 4 × 200 m gyorsváltó Döntő: december 10.   | Szegedi ÚE Pádár Nikolett Fábián Bettina Fábián Fanni Vas Luca                          | 8:16,51  | Újpesti TE Nyirádi Réka Ábrahám Lilla Minna Seres Anna Tankó Beatrix  | 8:24,80  | A Jövő SC Kontér Lora Flück Nóra Szalai Csenge Szimcsák Míra              | 8:38,41  |
| 4 × 100 m vegyes váltó Döntő: december 12. | Vasas SC Szabó-Feltóthy Eszter Szabó-Feltóthy Laura Galamb Szimonetta Gyurinovics Fanni | 4:13,03  | Győri US Pózvai Kiara Sebestyén Dalma Jakabos Zsuzsanna Safrankó Sára | 4:13,83  | Újpesti TE Nyirádi Réka Beregszászi Enikő Seres Anna Tankó Beatrix        | 4:15,80  |

### Vegyes
| Versenyszám                                | Arany                                                                         | Arany   | Ezüst                                                                    | Ezüst   | Bronz                                                                    | Bronz   |
| ------------------------------------------ | ----------------------------------------------------------------------------- | ------- | ------------------------------------------------------------------------ | ------- | ------------------------------------------------------------------------ | ------- |
| 4 × 100 m gyorsváltó Döntő: december 9.    | Győri US Szabó Szebasztián Lobanovszkij Maxim Jakabos Zsuzsanna Safrankó Sára | 3:32,06 | BVSC-Zugló Németh Nándor Bohus Richárd Daka Anett Böszörményi Bettina    | 3:36,55 | Budafóka XXII. SE Zombori Gábor Márton Richárd Rátkai Zsófia Molnár Dóra | 3:36,70 |
| 4 × 100 m vegyes váltó Döntő: december 11. | Győri ÚS Balog Gábor Sebestyén Dalma Jakabos Zsuzsanna Szabó Szebasztián      | 3:55,67 | Budafóka XXII. SE Molnár Dóra Zombori Gábor Márton Richárd Rátkai Zsófia | 3:57,85 | BVSC-Zugló Witmann Gréta Takács Tamás Kőhalmi Kornél Böszörményi Bettina | 4:04,13 |